# Птицемлечник пиренейский
Птицемлечник пиренейский (лат. Ornithogalum pyrenaicum) — вид травянистых растений рода Птицемлечник (Ornithogalum) семейства Спаржевые (Asparagaceae), распространённый в Средиземноморье.

## Ботаническое описание

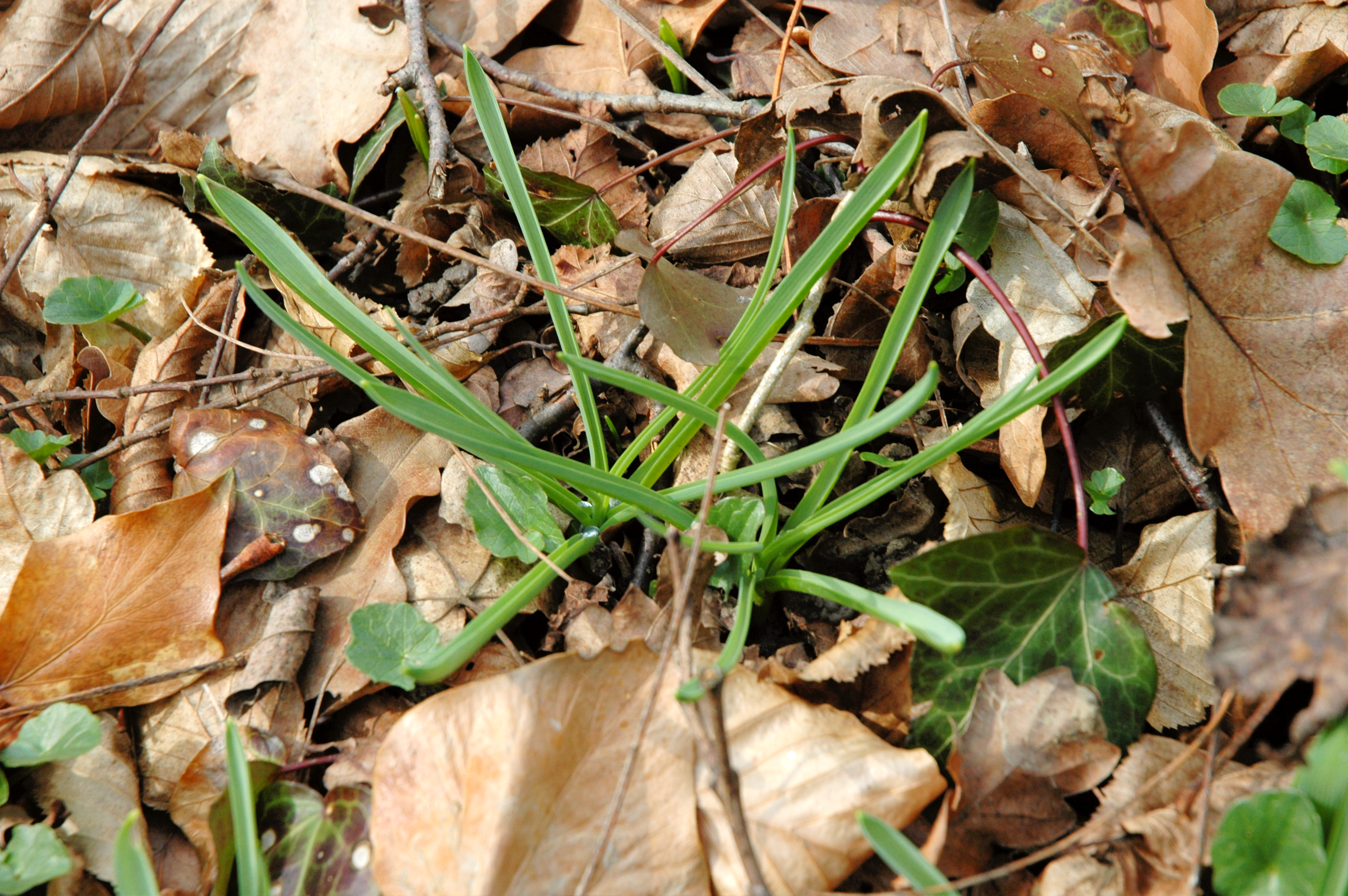
Листья

Многолетнее травянистое растение. Луковица яйцевидная, 2—3 см в диаметре. Листья голубовато-зелёные, линейные, желобчатые, на конце с клубочком, 5—7 мм шириной. Стебель 30—70 см высотой, превышает листья.
Кисть многоцветковая, 10—25 см длиной, в молодости плотная, пирамидальная, после вытянутая, цилиндрическая, рыхлая. Цветоножки после цветения прямые, более или менее прижатые к стеблю; изредка цветоножки дуговидные и кисть с меньшим количеством цветов. Прицветники ланцетные, длинно-заострённые, нижние в 2—3 раза короче цветоножек. Листочки околоцветника продолговато-ланцетные, 12—14 мм длиной, тупые, белые, посредине с зеленоватой более или менее широкой полоской. Тычинки по длине равны половине околоцветника. Коробочка яйцевидная, трёхгранная, 1,5 см длиной, створки слабо выпуклые. Цветение в июне—июле.